# 윈도우 드라이버 키트
윈도우 드라이버 키트(Windows Driver Kit, WDK)는 마이크로소프트 윈도우 플랫폼용 장치 관리자 개발을 가능케 하는 마이크로소프트의 소프트웨어 도구 집합이다.

## DDK 버전
마이크로소프트 드라이버 개발 키트, 또는 DDK (driver development kit)는 마이크로소프트 윈도우용 장치 드라이버를 개발하기 위해 마이크로소프트에서 제공하는 소프트웨어 툴셋이다.
DDK는 관련 문서, 샘플, 빌드 환경과 도구를 담고 있다.

## WDK 버전
윈도우 비스타 출시와 함께 DDK는 WDK, 즉 윈도 드라이버 키트로 불리는 새로운 제품으로 대체되었다. WDK는 DDK의 모든 특징과 기능을 포함하고, 거기에 HCT를 대신하는 자동화 테스팅 엔진 DTM (driver test manager), 즉 드라이버 테스트 관리자가 덧붙여졌다. WDK는 또한 마이크로소프트 설치 파일 시스템 키트(Microsoft Installable File System Kit)와 디스플레이 호환성 키트(Display Compatibility Kit)도 대체하였다.

## 같이 보기
- 윈도우 드라이버 프레임웍스
- 윈도우 드라이버 모델